# Dánsko na Letních olympijských hrách 1972
Dánsko se účastnilo Letní olympiády 1972 v německém Mnichově. Zastupovalo ho 126 sportovců (114 mužů a 12 žen) v 17 sportech.

## Medailisté
| Medaile | Jméno          | Sport      | Soutěž                        |
| ------- | -------------- | ---------- | ----------------------------- |
| Zlato   | Niels Fredborg | Cyklistika | Muži 1 000 m s pevným startem |